# The Elephant Riders
The Elephant Riders – trzeci album zespołu Clutch, wydany w kwietniu 1998 roku przez Columbia Records.

## Lista utworów
| 1.  | The Elephant Riders           | 3:50  |
|     |                               |       |
| 2.  | Ship of Gold                  | 4:22  |
|     |                               |       |
| 3.  | Eight Times over Miss October | 4:21  |
|     |                               |       |
| 4.  | The Soapmakers                | 2:57  |
|     |                               |       |
| 5.  | The Yeti                      | 4:59  |
|     |                               |       |
| 6.  | Muchas Veces                  | 5:44  |
|     |                               |       |
| 7.  | Green Buckets                 | 3:53  |
|     |                               |       |
| 8.  | Wishbone                      | 3:43  |
|     |                               |       |
| 9.  | Cracker Jack                  | 5:10  |
|     |                               |       |
| 10. | The Dragonfly                 | 14:32 |
|     |                               |       |
|     |                               | 53:31 |
|     |                               |       |
Każda z kopii albumu posiadała jeden dodatkowy utwór spośród trzech możliwych: "David Rose", "Gifted & Talented", "05" znajdujący się w utworze "The Dragonfly". Japońska edycja albumu posiadała wszystkie trzy bonusowe utwory.	

## Udział przy tworzeniu
- Neil Fallon – wokalista, gitara elektryczna, Perkusja
- Tim Sult – gitary
- Jean-Paul Gaster – bębny, perkusja
- Dan Maines – gitara basowa
- Howie Weinberg - mastering
- Jack Douglas - produkcja
- Larry Packer - technik
- Lawrence Packer - technik

## Pozycje na listach
Album
| Rok  | Lista             | Pozycja |
| ---- | ----------------- | ------- |
| 1998 | The Billboard 200 | #104    |
| 1998 | Heatseekers       | #1      |